# Neope taiwana
Neope taiwana är en fjärilsart som beskrevs av Matsumura 1919. Neope taiwana ingår i släktet Neope och familjen praktfjärilar. Inga underarter finns listade i Catalogue of Life.